# Max Tudezca
Max Tudezca – francuski zapaśnik walczący w obu stylach. Brązowy medalista igrzysk frankofońskich w 1994. Czwarty w Pucharze Świata w 1992. Mistrz Francji w 1993, 1994, 1996 i 1997 roku.